# Ronaldo Pereira Junior

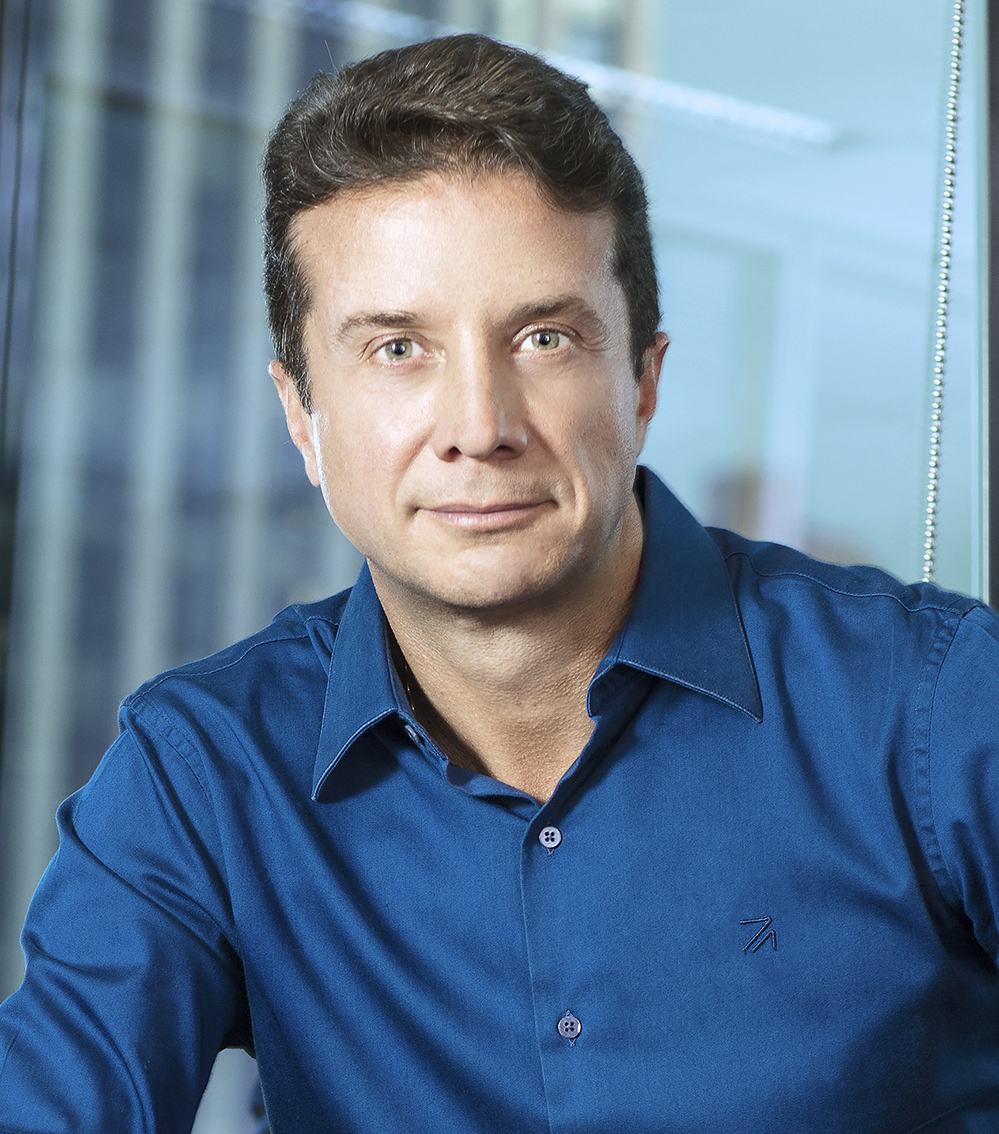
Ronaldo Pereira Junior, presidente da Ri Happy

Ronaldo Pereira Junior (9 de fevereiro de 1973, Barra Mansa) em 9 de fevereiro de 1973, atual presidente do Grupo Ri Happy / PB Kids desde Julho/2020.
O executivo iniciou sua carreira no mundo financeiro, passando por bancos como Citibank, Banco Mercantil de São Paulo de São Paulo e Banco Industrial e Comercial. 
Após 9 anos no mercado financeiro foi convidado em 2003 para participar de uma start up no ramo óptico se tornando sócio e co-fundador da General Optical. Em seis anos sob sua administração a empresa se tornou o segundo maior Grupo Ótico do Brasil e também presente em mais de 30 países. Ronaldo e seu time foram pioneiros ao lançar marcas de óculos como Ana Hickman, Speedo e Atitude e também marcas internacionais como Mercedes Benz, Gianfranco Ferre, Cartier, entre outras. 
Por 11 anos (de 2009 a 2020) foi o presidente da Óticas Carol sendo o responsável por reconstruir o modelo de negócios da companhia, fortalecendo as franquias como o core business da empresa. Entre suas ações nesse período, destacam-se a forte expansão da rede de franqueados, passando de 180 lojas para mais de 1400 em 2020 e também a criação do mais moderno Laboratório Digital da América Latina, fazendo da Óticas Carol a única com laboratório próprio 100% digital e a democratização das marcas internacionais no Brasil. Após a venda em 2017 para o grupo Luxottica, Ronaldo seguiu como executivo e também assumiu as operações de varejo da Sunglass Hut, Oakley e Rayban Store no Brasil, onde promoveu forte crescimento até Maio de 2020, quando desligou-se do grupo.
Ronaldo é casado e pai de três filhos, é graduado em Administração de Empresas pela Universidade Cândido Mendes, no Rio de Janeiro, pós graduado em Finanças pelo Ibmec Business School. Já fez parte do Conselhos da Abióptica, Binário, CNA, Grupo Marisol. Foi Diretor de Marketing e Institucional da ABF (Associação Brasileira de Franchissing), foi Chair do YPO Paulista em 2017/2018, onde é membro desde 2011.  Atualmente é conselheiro do IDV (Instituto de Desenvolvimento do Varejo), Amigos do Bem e da empresa Acqio.